# Swetoslaw Wuzow
Swetoslaw Welislawow Wuzow (bulgarisch Светослав Велиславов Вуцов, wiss. Transliteration Svetoslav Velislavov Vucov; * 9. Juli 2002 in Sofia) ist ein bulgarischer Fußballtorwart. Er steht seit 2020 bei Slawia Sofia unter Vertrag.

## Karriere

### Verein
Wuzow spielte in seiner Jugend für verschiedene Vereine aus Bulgarien, so kam er für Slawia Sofia, Botew Plowdiw, Lewski Sofia und Septemwri Sofia zum Einsatz. Bis 2018 war er Teil der Jugend von Zarsko Selo Sofia – im April 2018 stand der Torhüter einmalig im Kader der Herrenmannschaft – als er sich der A-Mannschaft von Septemwri Sofia anschloss. Dort stand er zunächst nicht im Kader, dies änderte sich im April 2019. Der erste Einsatz folgte im September desselben Jahres in der Zwischenrunde des bulgarischen Pokals gegen FK Spartak Plewen. Da hierauf keine weitere Kaderberufung folgte, wechselte der Bulgare im Januar 2020 zu Slawia Sofia. Dort war er für den Fortgang der laufenden Saison nicht mehr vorgesehen. In der Spielzeit 2020/21 wurde er zunächst erneut nicht berücksichtigt, bevor er am 13. Spieltag für die zweite Halbzeit eingewechselt wurde – bereits einen Monat zuvor war er im Pokal eingesetzt worden. In den verbleibenden Spielen bis zum Saisonende kam er immer zum Einsatz, so dass im Sommer 22 Spiele zu Buche standen. In der Saison 2021/22 war er Stammtorhüter und wurde bis auf die Ausnahme von drei Spielen stets eingesetzt.

### Nationalmannschaft
Wuzow stand für verschiedene Jugendnationalmannschaften auf dem Platz, so kam er zwei Mal für die bulgarische U17 und ebenso häufig für die U19 zum Einsatz. Auch für die U21 absolvierte er Spiele. Im November 2021 debütierte er für die A-Nationalmannschaft in einem Freundschaftsspiel gegen die Ukraine.